# Chiukepo Msowoya
Chiukepo Msowoya (Karonga, 23 september 1988) is een Malawisch voetballer die momenteel speelt voor Bullets FC. Msowoya komt sinds 2006 uit voor het nationale team van Malawi. Zijn positie op het veld is spits.

## Carrière

### Malawi
Msowoya's carrière begon in 2005 bij KRADD Eagles, hier speelde hij vooral in de jeugdelftallen.
Na een jaar vertrok Msowoya naar Red Lions FC, alwaar hij ook veelal in de jeugd speelde.
In 2007 speelt Msowoya voor ESCOM United uit Blantyre. In dit jaar werd hij met een totaal van zeventien doelpunten topscoorder van de Malawische competitie. Ook werd hij dit jaar kampioen van Malawi met zijn club.

### Buitenland
Msowoya's eerste buitenlandse club is Liga Muçulmana de Maputo die uitkomt in de Moçambola, de hoogste divisie van Mozambique. 
Na een jaar in Rwanda gevoetbald te hebben komt Msowoya in het seizoen 2010/11 bij de Zuid-Afrikaanse Orlando Pirates FC. In zijn eerste seizoen wordt hij meteen kampioen.
Halverwege het tweede seizoen verhuren de Pirates Msoyona aan Platinum Stars, waar hij maar vier keer tot spelen komt. Platinum Stars was zijn laatste club in Zuid-Afrika.

### Terug naar Malawi
Msowoya keert in het seizoen 2012/13 terug bij ESCOM United. 
Na twee weinig succesvolle seizoenen in Mozambique keert Msowoya in 2015 weer terug in Malawi, ditmaal bij Bullets FC.